# José Luis Lacunza
José Luis Lacunza Maestrojuán OAR (ur. 24 lutego 1944 w Pampelunie (Hiszpania) – panamski duchowny katolicki, biskup David, kardynał.

## Życiorys
Urodził się 1944 w Pampelunie. W tym też mieście ukończył studia teologiczne w zakonnym Wyższym Seminarium Duchownym oo. augustianów rekolektów. Śluby zakonne złożył 16 września 1967, a święcenia kapłańskie przyjął 13 lipca 1969. Dwa lata później został wysłany do Panamy.
30 grudnia 1985 został mianowany biskupem pomocniczym Panamy i biskupem tytularnym Parthenia. Sakrę biskupią przyjął 18 stycznia 1986.
29 października 1994 roku papież Jan Paweł II mianował go biskupem Chitré, a następnie, 2 lipca 1999 - biskupem David.
W latach 2000–2004 i 2007-2013 pełnił funkcję przewodniczącego Konferencji Episkopatu Panamy.
4 stycznia 2015 ogłoszony kardynałem przez papieża Franciszka. Insygnia nowej godności odebrał 14 lutego.
15 lutego 2024 papież przyjął jego rezygnację z pełnionego urzędu, złożoną ze względu na wiek. 24 lutego 2024 ukończył 80 lat, tracąc prawo do udziału w konklawe.